# Telašćica
A Telašćica egy tengeröböl Horvátországban, az Adriai-tenger keleti partjának középső részén fekvő Dugi Otok nevű sziget délkeleti partján. Az Adriai-tenger egyik legnagyobb és legszebb öble.

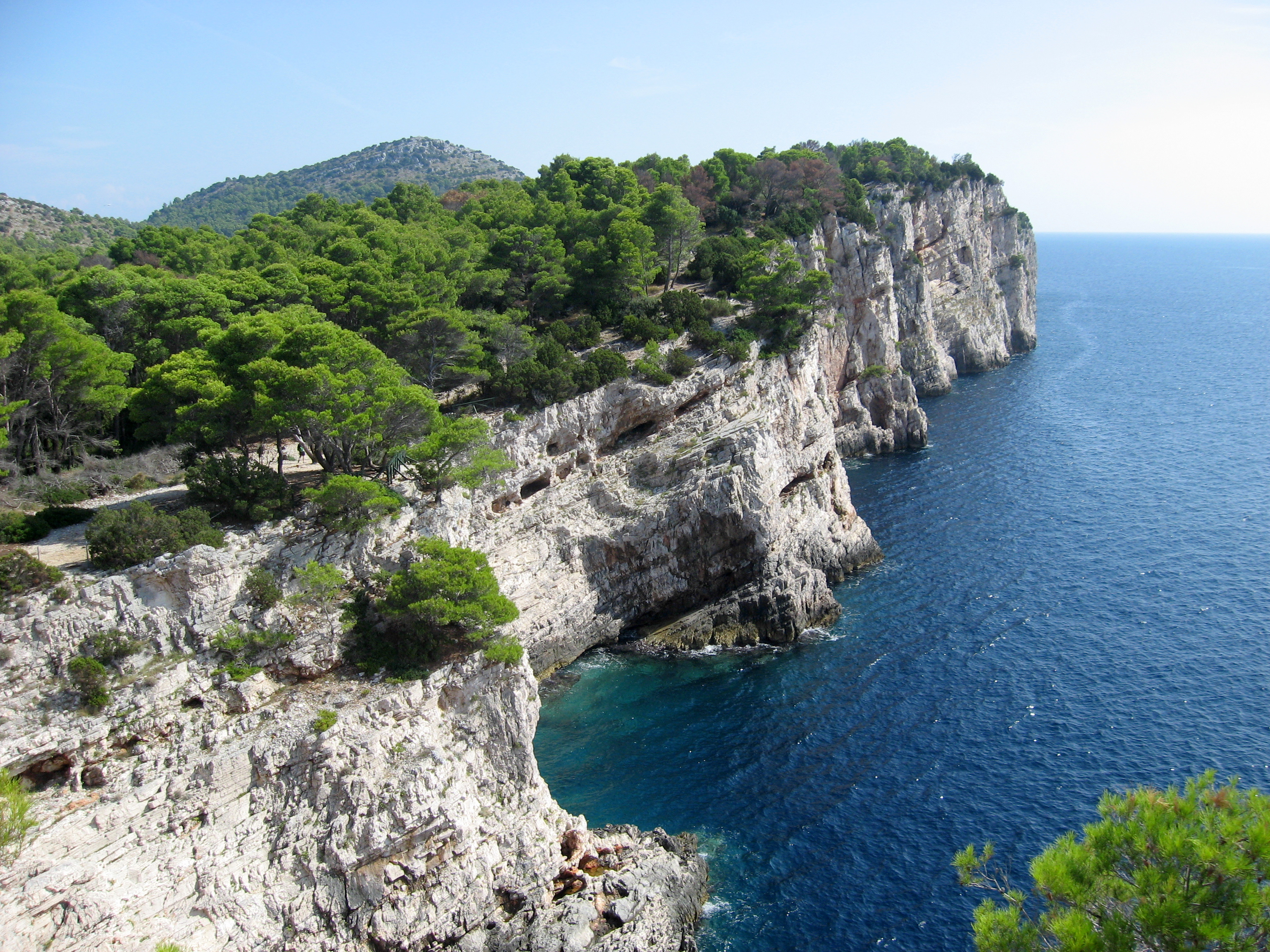
A Telašćica-öböl sziklái

## Leírása
Az öböl mintegy 10 km hosszú és 0,2 - 1,8 km széles. Geológiai és geomorfológiai adottságai, valamint növény- és állatvilága miatt 1980 óta védett terület, 1988 óta pedig természetvédelmi park státusszal rendelkezik. A tenger legnagyobb mélysége öböl belső részén 12 m, a külső oldalon pedig 60 m. A keleti parton a Čuška, Dumboka, Ošćenica, Gozdenjak, Rakvić, Kraševica és Mangrovica nevű öblök, nyugaton pedig a Strižna, Tripuljak, Mir, Jaz és Pasjak nevű kisebb öblök találhatók. Az öbölben több sziget és zátony található (Gornji és Donji Školj, Gozdenjak, Galiota, Korotan, Farfarikulac). Az öböl partjai csupaszok, sziklásak, míg a nyugati parton egy sós tó, a Jezero található (területe 0,23 km²; mélysége 5,6 m). A Mir-öbölben turisztikai létesítmények találhatók. 

## Története
Az itt talált régészeti leletek tanúsága szerint az öböl partvidéke már az őskortól fogva lakott volt. Az első leletek a paleolitikumból származnak. Az ókorból az illírek liburn törzse és a rómaiak hagyták itt nyomaikat. A szlávokat néhány koraromán stílusú templom (Szent Viktor, Szent János, Szent Lukács, Szent Antal) képviseli a 10. és 11. századból. Az öböl nevét egy a nyugati parton, a Stivanjsko polje területén állt Telagus nevű településről kapta, de megtalálhatók itt egy 16. századi település maradványai is. A Vela sestricán álló világítótorony a 19. században épült.

## Telašćica Természetvédelmi Park
Kivételes szépségének, gazdagságának és turisztikai jelentőségének köszönhetően ez a 13 szigettel és zátonnyal körülvett öböl, amely az öbölben további hat szigetet tartalmaz, rendkívül értékes növény- és állatvilágának köszönhetően már 1980-ban védett terület státuszt kapott, 1988-ban pedig természetvédelmi parkká nyilvánították. A Telašćica Természetvédelmi Park területe kontrasztokban gazdag, csendes és békés strandokkal, az egyik oldalon, míg a másikon vad, meredek sziklákkal, az egyik oldalon az Aleppo fenyő- és magyaltölgy erdőkkel, a másikon csupasz sziklás területekkel. Egyaránt megtalálhatók a szőlővel beültetett művelt területek és olajfaligetek, és a száraz élőhelyeket borító növényzet elsatnyult formái.
A parkot három alapvető jelenség jellemzi. Az első mindenképpen az egyedülálló szépségű Telašćica-öböl, mint az Adriai-tenger legbiztonságosabb, legszebb és legnagyobb természetes kikötője, amelynek 25 kicsi strandja van. A második a Dugi Otok meredek sziklái, amelyek 161 méterrel emelkednek a tengerszint felett, és akár 90 m mélységig nyúlnak a vízszint alá, végül a Mir-öböl sós vizű, gyógyhatású tava. A szigetek közül a legszebb a Katina-sziget, a legszokatlanabb pedig Taljurić. A park teljes területe 70,50 km2, Dugi Otokon és a szomszédos szigeteken 25,95 km2, a tengeren pedig 44,55 km2. A közelben gyönyörű művelt rétek, a dombokon pedig gazdag mediterrán növényzet található, mintegy 500 növényfajjal és ugyanolyan gazdag állatvilággal. A víz alatti világnak több mint 300 növény- és állatfaja van.